# Jag vill vara din, Margareta
"Jag vill vara din, Margareta",  av Jan-Eric Karlzon, skrevs till just en Margareta, som vid tillfället  bodde i Karlskoga med sin ena son Carl-Henrik, född 1974. Den blev sedan en hit 1976 med det svenska dansbandet Sten & Stanley, och låg på Svensktoppen i totalt tio veckor (den tidens regler tillät en melodi att ligga max tio veckor på Svensktoppen). Melodin var Svensktoppsetta i sju veckor, en plats som nåddes första gången den 14 augusti 1976. Den fanns även på gruppens album Bella bella från 1976. "Jag vill vara din, Margareta" har blivit något av en så kallad "signaturmelodi" för Sten & Stanley, och är även en av de mest berömda dansbandslåtarna någonsin.
I Dansbandskampen 2008 framfördes låten av Glennartz. Den framfördes även i Dansbandskampen 2009, då av Bhonus. I Dansbandskampen 2010 tolkades låten av Willez.

## Coverversioner
- 1979 spelade musikern Nils Dacke in en cover på melodin på sitt album Nils Dacke spelar partyorgel 2.[4]
- En cover inspelad av Lars Vegas trio låg på Svensktoppen i en vecka, på niondeplats, den 12 april 1992.[5]
- Bröderna Brothers gjorde en cover 1990, på B-sidan av singeln "Blommorna och jag" (MNWS 146).
- AIK-trubaduren har parodierat låten som "Hetast när det gäller".